# Pablo Genovese
Pablo Daniel Genovese, también conocido como el "Rufa", (Buenos Aires, Argentina, 26 de julio de 1977) es un exfutbolista argentino.

## Trayectoria
Formado en las inferiores de Banfield, no alcanzó a debutar en primera. El 5 de julio de 1997 convirtió el gol que le dio el ascenso a la Primera B al Brown de Adrogué. Con la final 1 a 1 y a falta de un minuto, el 'Rufa' Genovese, que había ingresado desde el banco, cerró los ojos, metió la cabeza a un centro y estampó el gol del ascenso.
En el verano de 2000 reforzó al Argentino de Quilmes de la Primera B, equipo en el que nada más disputó una temporada. Al año siguiente se marchó al Temperley, colores que defendió hasta mediados del 2004. En el "Gasolero" destacó como una de las principales piezas en el mediocampo del plantel.
En 2004 llegó a San Pedro Sula para jugar por el Marathón, a partir del Apertura 2004. 
En 2006 regresó a Brown de Adrogué, equipo en el que es considerado un ídolo por aquel histórico ascenso del 97' con anotación suya. 
En 2007 fichó por el Hispano, equipo en el que compartió camerino con su compatriota Sergio Diduch. Se marchó del club por la puerta trasera debido a incumplimiento de salarios denunciados por su representante Guillermo Acosta, quien luego lo colocó en el Vida de La Ceiba.
El 30 de noviembre de 2010 fichó por el Vida, debutando el 14 de enero en la victoria por 1 gol a 0 contra Real España en el Estadio Francisco Morazán de San Pedro Sula. En el Clausura 2011 fue una de las principales figuras del club que alcanzó las semifinales, junto con otros jugadores como Arnold Peralta, Orlin Peralta, Brayan Beckeles, Romell Quioto, Luis Gabriel Castro, Francisco Pavón, Jocimar Nascimento entre muchos otros.

## Clubes
| Club                 | País      | Temporada |
| -------------------- | --------- | --------- |
| Brown de Adrogué     | Argentina | 1996-2000 |
| Argentino de Quilmes | Argentina | 2000-2001 |
| Temperley            | Argentina | 2001-2004 |
| Marathón             | Honduras  | 2004-2006 |
| Brown de Adrogué     | Argentina | 2006-2007 |
| Hispano              | Honduras  | 2007-2010 |
| Vida                 | Honduras  | 2011-2012 |
| Patagonés            | Argentina | 2012-2014 |
| Sol de Mayo          | Argentina | 2014      |
| Patagonés            | Argentina | 2015      |

## Palmarés

### Títulos nacionales
| Título    | Club             | País      | Año  |
| --------- | ---------------- | --------- | ---- |
| Primera C | Brown de Adrogué | Argentina | 1997 |